# 四人称
四人称（よにんしょう、よんにんしょう）とは、言語における人称のひとつで、一人称・二人称・三人称以外の何らかの人称を指し、言語によってその指す内容が一定していない。第四人称ともいう。

## 言語における四人称

### 前出との異同
第三者を表す際、談話における出現順あるいは話者からの心理的距離によって2-3種類の使い分けをする言語がある。談話の上で前出の人・物と同じものを指すか異なるものを指すかという点で整理することもできる。
北米アルゴンキン語族の多くは第三者を2種類に分ける。更にブラックフット語・ポタワトミ語では3種類に区別し、談話の最初に現れたもの（三人称）、2番目に現れたもの（四人称）、3番目に現れたもの（五人称）とする（C. C. Uhlenbeckの説）。ブラックフット語では指示詞・名詞接尾辞・動詞人称接尾辞で区別し、名詞接尾辞では-oa（三人称）、-i（四人称）、-iayi（五人称）とする。所有者が三人称なら被所有者は四人称、所有者が四人称なら被所有者は五人称となる。
- oma nina-oa maaxs-i

あれ三 男三 義父四
（あの男の義父）
では、所有者「あの男」が三人称であり、被所有者「義父」は四人称となる。次にこの文章に続く、
- ki otoxkiman-iayi

と 妻五
（と、（義父の）妻）
では、「妻」の所有者が四人称の「義父」の場合、被所有者「妻」は五人称となる。逆に言えば「妻」は五人称で標示されているのでその所有者は四人称の「義父」と解される。もし「あの男」の妻を言う場合には、「あの男」は三人称なので「あの男の妻」は四人称標示になる。この言語では前出の要素と異なる場合に四人称や五人称を用いる。
一方北米エスキモー・アレウト語族の再帰三人称接尾辞は、かつて四人称と言われていたが、「主文の主語と同じ」ということを表す。
アフリカのニジェール・コンゴ語族に属するベクワラ語・バン語・ヨルバ語では、複文にのみ四人称が見られる。ベクワラ語では従属節の主語が主節の主語と異なる場合に四人称の独立代名詞ámín（単数）・ábín（複数）を用いる。一方ヨルバ語では主節の主語と同じ場合に独立代名詞òunを用いる。
以上のように、「異なるもの」を有標として四人称標示するのがベクワラ語とアルゴンキン語族であり、「同じもの」を四人称とするのがヨルバ語とエスキモー・アレウト語族である。

### 不定人称
アイヌ語では不定人称を四人称と言うことがある。沙流方言では他動詞の主格接頭辞 a-、目的格接頭辞 i-、自動詞の主格接尾辞 -anによって表される。この人称は次のように様々な用法を持つ。
一般的に誰もが行うこと
「食べる時に使うもの」のように「一般に人が」の意味の場合、四人称が用いられる。逆に無標形は一般を表さず必ず三人称の意味となるのであって、四人称（不定人称）の方が有標の形で表される。また受身・自発のように解されることもあって、例えば「見る」という動詞に主格四人称を表す人称接辞a-のついたa-nukárは、「人が（それを）見る」つまり「（それが）見える」「（それが）見られる」の意味となる。
受身文の行為の起点
- unuhu oro wa an-koýki.

「（彼の）母から（四が彼を）叱った」
（（彼は）母から叱られた）
「叱る」という動詞に主格四人称を表す接辞an-（石狩方言）のついたan-koýkiは「人が（彼を）叱る」つまり「（彼が）叱られる」の意味となる。
包括的一人称複数
「私もあなたも」の意で用いられる。勧誘の表現になることもある。
二人称敬称
沙流方言では「あなた様」のように話す時に用いられる。女性から成人男子に向かって話す時や、女性同士でも最高の敬意で待遇する場合に用いられる。包括的一人称複数との区別は形式上ないが、文脈や状況から判断される。
引用文中の一人称（自称）
民話や叙事詩をその伝承者が語る際、主人公の自称は四人称となる。一人称は語る（歌う）伝承者本人の自称を表す。但し神謡では神の自称は除外的一人称複数を用いるのが伝統である。
- “...'a-eyáysukupka oruspe a-ye hawe tapan na.” sekor síno katkemat hawean ruwe ne.

「（四が）つらく思った　ことを　（四が）話した　の　です　よ」と　立派な　奥様が　言った　の　です
uwokpare p uwepeker, tap, ku-ye wa k-ókere.
親不孝　者（の）　昔話を、今、（一が）語っ　て　（一が）終わった
（「（私が）つらく思ったことを（私が）話したのです」と立派な奥様が言ったのです）［この「私」は主人公奥様］
（親不孝者の昔話を、（私は）今、語り終わりました）［この「私」は説話の伝承者］
また沙流方言では日常会話でも、他人の発言を引用して話す際、引用文中では一人称（k-など）が四人称（-anなど）に転換される。イントネーションや声の調子まで元発話者そっくりに引用するが、人称は転換する。
- 春子：「káni k-arpa kusu ne.」

「私（一）が　（一が）行き　ます」
（春子「私が行きます」）
- 秋男：“asinuma arpa-an kusu ne.” sekor hawean.

「人（四）が　（四が）行き　ます」と　（三が）言った」
（秋男「『私が行きます』と（春子が）言った」）
この四人称のことを、金田一京助は「雅語の一人称」と解釈し、上述の一人称（k-）を「日常語の一人称」と解釈した。そのため、アイヌ文学は「一人称叙述」の文学であると言われることも多かった。しかし上述のように四人称には不定人称の用法もあり、英雄叙事詩の四人称についても、田村すゞ子は一つの話全体が長大な引用文で成り立っていると解釈した。このような解釈では、アイヌ語の四人称は「話し手とは一致しない叙述者」を表すことになる。但し、多くの方言では四人称に単複の区別がなく、複数形しか持っていない。そのため歴史的には四人称単数形の用法は新しいものであり、複数形による「不定人称」という概念が本来であるという可能性もある。つまり「……した人がいた」等の解釈がなされるべきものかもしれないと中川裕は指摘する。
不定人称を四人称と呼ぶことのある言語はアイヌ語のほかに北米ナ・デネ語族のトリンギット語や同語族アサバスカ諸語のナバホ語・チヌーク語にも見られる。

### 包括的一人称複数
南米ハケ語族のアイマラ語では一人称・二人称・三人称とは別に包括的一人称複数を表す人称があり、これを四人称と呼ぶ。但し文法的な単複を持つ点で他の多くの言語の包括的一人称複数と異なり、「聞き手を含む少数の我々」と「聞き手を含む大勢の我々」を区別する。そのため人称・数は合わせて8種に区別される。同様の言語はオーストラリアのヤウル語などにも見られる。

## 文学における四人称

### 「物語人称」
藤井貞和は物語の理論を展開する中で人称について体系的にまとめている。物語の中の視点人物はたとえ三人称で描かれていても、まるで一人称の主体が語っているかのように、その内面を語り、その視点で他人を眺める。例えば几帳の陰にいる女三宮を柏木が見る場面は語り手女房の視点ではなく柏木の視線で描かれ、若紫を光源氏が垣間見る場面も光源氏の視線で描かれる。このように三人称が一人称のような視点で見たり考えたりするありようを藤井は「物語人称」と呼ぶ。いわゆる会話文もまた三人称の登場人物の「われ」が描かれたものであり、同様に「物語人称」の一種である。
この「物語人称」は、アイヌ語の四人称（上述の不定人称）のうち「引用文中の一人称」の用法と重なる点があることを藤井も指摘する。
藤井の人称概念は、このほかに語り手の人称である「ゼロ人称」、作者の人称である「無（虚）人称」もある。

### 純粋小説論
横光利一は「純粋小説論」（初出『改造』1935年）の中で「四人称の発明工夫をしない限り、表現の方法はない」と主張した。それは「自意識」つまり「自分を見る自分」という人称であると説明される。
...現代のように、一人の人間が人としての眼と、個人としての眼と、その個人を見る眼と、三様の眼を持って出現し始め、そうしてなお且つ作者としての眼さえ持った上に、しかもただ一途に頼んだ道徳や理智までが再び分解せられた今になって、何が美しきものであろうか。（中略）けれども、ここに作家の楽しみが新しく生れて来たのである。それはわれわれには、四人称の設定の自由が赦されているということだ。純粋小説はこの四人称を設定して、新しく人物を動かし進める可能の世界を実現していくことだ。まだ何人も企てぬ自由の天地にリアリティを与えることだ。...—横光利一、「純粋小説論」『愛の挨拶/馬車/純粋小説論』講談社文芸文庫、1993年、270頁

### アウトサイダー
外山滋比古は『第四人称』という単行本に纏めている。通常のコミュニケーションは一人称と二人称の間で行われ、話題に三人称が登場するが、それらに対してアウトサイダーの立場で関わる存在を「第四人称」と呼んだ。これは他人の文章を引用したり、読者として読んだり、一人称者から話しかけられているように感じたり、観客として観たりするような存在である。
例えば演劇の舞台において、演者たちの間で繰り広げられるコミュニケーションは、一応完結した世界である。そこでは一人称・二人称・三人称の演者たちの世界が繰り広げられており、観客は局外者として覗き見・立ち聞きする存在である。この観客たち（第四人称者）は演者たちのコンテクストとは独立した、独自のコンテクストを形成し、解釈という積極的な行為を行っている。これは文学作品を読む場合の読者も同様である。
また翻訳者や、童話・民話の聞き手、歴史家、新聞記者、裁判の傍聴者も一種の第四人称者である。みな当事者ではなくアウトサイダーであり、アウトサイダーであるからこそ冷静な観察が可能である。